# Dong sud-vietnamien
Pour les articles homonymes, voir Dong.
Le đồng est l'ancienne monnaie officielle de la République du Viêt Nam de 1953 au 2 mai 1978. 
Après cette date, elle est devenue le đồng, monnaie du Viêt Nam unifié.
Elle était divisée en 100 su ou xu. 

## Histoire
En 1953, la branche vietnamienne de l'Institut d'émission des États du Cambodge, du Laos et du Vietnam créé trois ans plus tôt, commence à émettre des billets comportant des valeurs en piastre et en đồng. Les deux autres branches font de même, avec le riel cambodgien et le kip laotien. 
Ce đồng, émis à Saïgon, ne circule pas dans la partie contrôlée par les forces du Việt Minh, au nord, et qui depuis Hanoï, émettent en revanche le đồng nord-vietnamien.
Les premières pièces de monnaie sont frappées à partir de 1954. L'année suivante, voit l'émission de billets de banque uniquement en đồng au nom de la Banque nationale du Vietnam (Saïgon).

## Émissions monétaires

### Pièces de monnaie

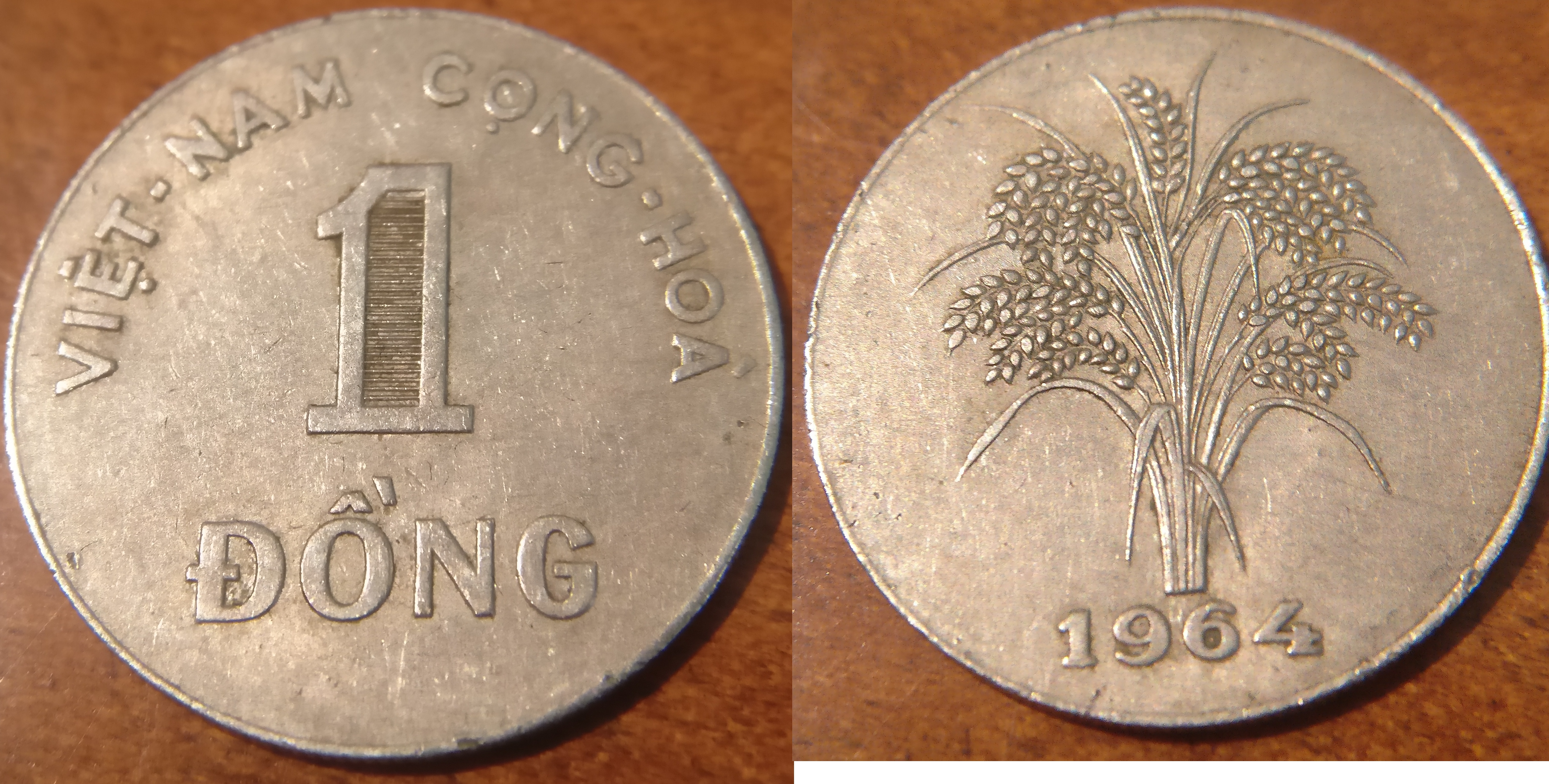
Pièce de 1 đồng (recto et verso, 1964).

Cinq séries de pièces ont été émises.
La première en 1953, comprend des pièces de 10, 20 et 50 su en aluminium avec la légende Quốc gia Việt Nam (État du Việt Nam).
La deuxième en 1960, comprend des pièces de 50 su, en aluminium, et de 1 đồng, en cupronickel, avec la légende Việt Nam Cộng Hòa (République du Viêt Nam).
La troisième série en 1963-1964, comprend des pièces de 50 xu, en aluminium, et de 1, 5 et 10 đồng en cupronickel.
La quatrième série en 1968-1971, comprend des pièces de 1, 5, 10 et 20 đồng en acier plaqué nickel.
La cinquième et dernière série en 1971-1975, dite de la FAO, comprend des pièces de 1 đồng en aluminium, de 10 đồng en cuivre plaqué acier, et de 20 et 50 đồng en acier plaqué nickel. Cette dernière pièce, frappée à l'étranger par la Royal Mint en 1975, ne fut que partiellement livrée au gouvernement sud-vietnamien.

### Billets de banque

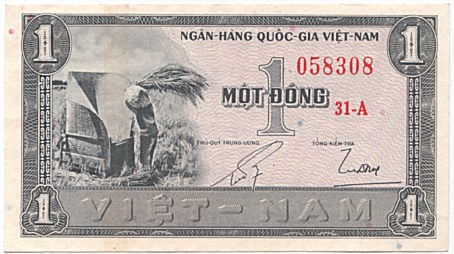
Billet de 1 đồng, série 1955, recto.

Le 22 septembre 1955, le gouvernement de Saïgon annonce que les billets émis par la Banque de l'Indochine et ceux émis par l'Institut d'émission des États du Cambodge, du Laos et du Vietnam sont échangés contre une nouvelle série de billets au taux de un contre un, et ce, jusqu'au 7 novembre suivant : au-delà de cette date, les anciens billets cessent d'avoir cours légal. Cette nouvelle série comprend des valeurs de 1, 5, 10, 100 et 200 đồng, produits au nom de la Banque nationale du Vietnam (Ngân-Hàng Quốc-Gia Việt-Nam). 
Les différentes séries sont les suivantes :
| Dates           | Valeurs                          |
| --------------- | -------------------------------- |
| 1952–1953       | 1, 5, 10, 100, 200 đồng          |
| 1955–1958       | 1, 5, 10, 20, 100, 200, 500 đồng |
| 1955–1962       | 1, 2, 5, 10, 20, 50, 200 đồng    |
| 1962–1966       | 1, 20, 50, 100, 500 đồng         |
| 1966            | 100, 200, 500 đồng               |
| 1969–1971       | 20, 50, 100, 200, 500, 1000 đồng |
| 1972            | 50, 100, 200, 500, 1000 đồng     |
| 1975 (non émis) | 1000, 5000, 10000 đồng           |

La dernière série, de 1975, n'a pas été mise en circulation du fait de la chûte du régime de Saïgon.

## Le đồng de la libération (1975-1978)
Après la défaite des forces sud-vietnamiennes, fut instituée par Hanoï une monnaie de transition appelée « đồng de la libération ». Le taux de conversion était de 1 đồng (1975) pour 500 đồng (1953).
Le 2 mai 1978, les deux đồng fusionnent pour former le đồng du Vietnam unifié. Le taux de conversion avec le « đồng de la libération » est de 1 contre 0,8.

### Émissions monétaires spéciales
Des pièces trouées ont été frappées pour des valeurs de 1, 2 et 5 xu, en aluminium, au nom de la Banque du Vietnam (Ngân-Hàng Việt-Nam). Seule la pièce de 2 xu a comme millésime l'année 1975, les autres ne comportent aucune date.
Des billets au nom de la Banque du Vietnam ont été émis pour des valeurs de 10, 20 et 50 xu, et de 1, 2, 5, 10 et 50 đồng. Ils sont tous datés de l'année 1966.